# 新潟エクステンションスタジオ
劇団ひまわり新潟エクステンションスタジオは、新潟県新潟市にある劇団ひまわりの俳優養成所である。
管轄は劇団ひまわりの東京俳優養成所であり、所長は俳優の栗田芳宏が努めている。

## 所在地
〒981-8655　新潟市中央区川岸町３丁目１８番地
BSN新潟放送本社ラジオ第一スタジオ

## 受講可能なクラス
- 幼稚部（4歳〜6歳）
- 児童部（小学生）
- 中等部（中学生）
- 高等部（高校生）
- 青年部（18歳〜39歳）

## 公演

### 定期公演
- 2014年 「コルチャック先生と子どもたち」（第1回公演）演出：栗田芳宏[2][3]
- 2015年「モモ」（第2回公演）演出：栗田芳宏[4]
- 2017年「ハーメルンの笛吹き男」（第3回公演）演出：栗田芳宏[5]
- 2018年「チルドレンズ」（第4回公演）演出：栗田芳宏[6]

### 青年部・研修クラス公演
- 「フォーティンブラス」演出：栗田芳宏[7]
- 「ヴェニスの商人」演出：栗田芳宏[8]
- 「十二夜」演出：栗田芳宏[9]

### 合同公演
- 2015年「赤毛のアン」（APRICOT＆劇団ひまわり合同特別公演）演出：戸中井三太[10][11]

## 過去の所属者
（）内は現在の所属先を記載。
- 酒井ほのか（フクダ&Co.所属）[12]
- 豊岡えりな（NEW BRiGHT PRODUCTION所属）[13]